# Uma Professora Muito Maluquinha (2010)
Uma Professora Muito Maluquinha é um filme brasileiro de 2010 dirigido por André Alves Pinto e César Rodrigues, com roteiro de Ziraldo baseado em seu livro homônimo.

## Sinopse
Na década de 1940, Catarina (Paola Oliveira) retorna adulta à sua cidade no interior para trabalhar como professora. No local, a população tem uma visão conservadora. Catarina com sua modernidade consegue encantar a todos. Seus métodos de ensino escolar não tradicionais deixam algumas professoras em fúria.

## Elenco
- Paola Oliveira - Professora Catarina "Cate" Roque
- Chico Anysio - Monsenhor Aristides
- Suely Franco - Cida
- Joaquim Lopes - Padre Alberto "Beto"
- Fernando Alves Pinto - Cigano
- Max Fercondini - Mário
- Caio Manhente - Luiz "Luisinho" Athos
- Cláudia Ventura - Diretora  Dª Lúcia
- Aramis Trindade - Pachequinho
- Larissa Bracher - Claudina
- Ricardo Pereira - Rodolfo Valentino
- Ziraldo - Seu Floriano
- Rodrigo Pandolfo - Pedro Poeta
- Elisa Pinheiro - Miriâm
- Cadu Fávero - Carlito
- Lys Araújo - Dª Izilda
- Neusa Rocha - Mãe de Izilda
- Michel Bercovitch - Pai de Luiz
- Augusto Madeira - Sr. Manuel
- Kika Freire - Dª Carminha
- Isabel Mello - Secretária
- Eduarda Fadini - Dª Benvinda
- Jota D'Angelo - Prefeito Garibaldo
- Geraldo Peninha - Miranda
- Alexandre da Sena - funcionário Bidu
- Ângelo Cestaro - funcionário do banco 2
- Antonia Claret - beata 1
- Vinicius Moreno - Antonio
- João Vieira - Robertinho
- Dário Delcarro - Milton
- Kadu Baptista - Paulo
- Ana Beatriz Caruncho - Cibele
- Jeniffer de Oliveira - Madalena (Madá)
- Márcio Afonso - Pedrinho
- Eduardo Willian - garoto que grita
- José Carlos Gurgel - Wanderson
- Lílian Dietze - empregada de Cida
- Maria Fernanda Moreira - Cate (criança)
- Maria Rocha - Professora
- Matheus Pires - Padre Beto (jovem)
- Rodrigo Mayrink - funcionário do banco 1
- Yara Cardoso - beata 2

## Recepção
Roberto Cunha em sua crítica para o AdoroCinema avaliou como "legal", após citar alguns problemas do filme escreveu: "De qualquer forma, vale o registro de que o conteúdo é infinitamente melhor do que os filmes dedicados à família brasileira produzidos por certos "medalhões" de valor duvidoso e sucesso nacional. Pena não terem feito o dever de casa ao esquecerem de situar melhor o não leitor do livro dentro das entrelinhas dos personagens para gerar um maior envolvimento. Ainda assim, o resultado final está longe de ser reprovado, mas merecia uma recuperação."
Marina para o Papo de Cinema publicou uma crítica menos favorável dizendo, "que se vê em cena é muito ingênuo, pueril, quase tolo. É um tanto difícil imaginar que os pequenos de hoje, tão conectados com o mundo e ligados nas últimas novidades, consigam se desligar de tudo e perdoar a inocência que a obra apresenta. Não há contemporaneidade, piadas de duplo sentido ou modernizações. Pelo contrário. Não é apenas a trama que se passa nos anos 1940: o público ao qual se dirige também parece ser o daquela época."